# Physomerinus clavipes
Physomerinus clavipes (лат.) — вид коротконадкрылых жуков-ощупников рода Physomerinus из трибы Batrisini (Pselaphinae). Юго-Восточная Азия: Китай (Гуанси).

## Описание
Мелкие коротконадкрылые жуки-ощупники красновато-коричневого цвета. Длина тела около 2 мм. От близких видов отличается следующими признаками: задние ноги относительно длиннее; эдеагус с вентральным стеблем немного длиннее дорсальной доли и расширен посередине в дорсо-вентральном виде. Боковой край максиллярного пальпомера 4 плавно расширен. Переднеспинка с отчётливыми срединной и двумя боковыми продольными бороздками и полной поперечной антебазальной бороздкой, бока переднеспинки лишены шипов, каждое надкрылье имеет две базальные ямки.